# اینسا
اینسا (به اسپانیایی: Inza, Cauca) یک سکونتگاه مسکونی در کلمبیا است که در بخش کائوکا واقع شده‌است.